# دیگر هرگز
دیگر هرگز (روسی: Никогда) فیلمی روسی به کارگردانی ولادیمیر دیاچنکو و پیوتر تاداروفسکی است که در سال ۱۹۶۲ منتشر شد. از بازیگران آن می‌توان به یوگنی یوستیگنیف و لئونید پارخامنکو اشاره کرد.